# Panopoda veluticollis
Panopoda veluticollis är en fjärilsart som beskrevs av Paul Dognin 1914. Panopoda veluticollis ingår i släktet Panopoda och familjen nattflyn. Inga underarter finns listade i Catalogue of Life.